# Mehedeby missionshus, Betlehemskapellet

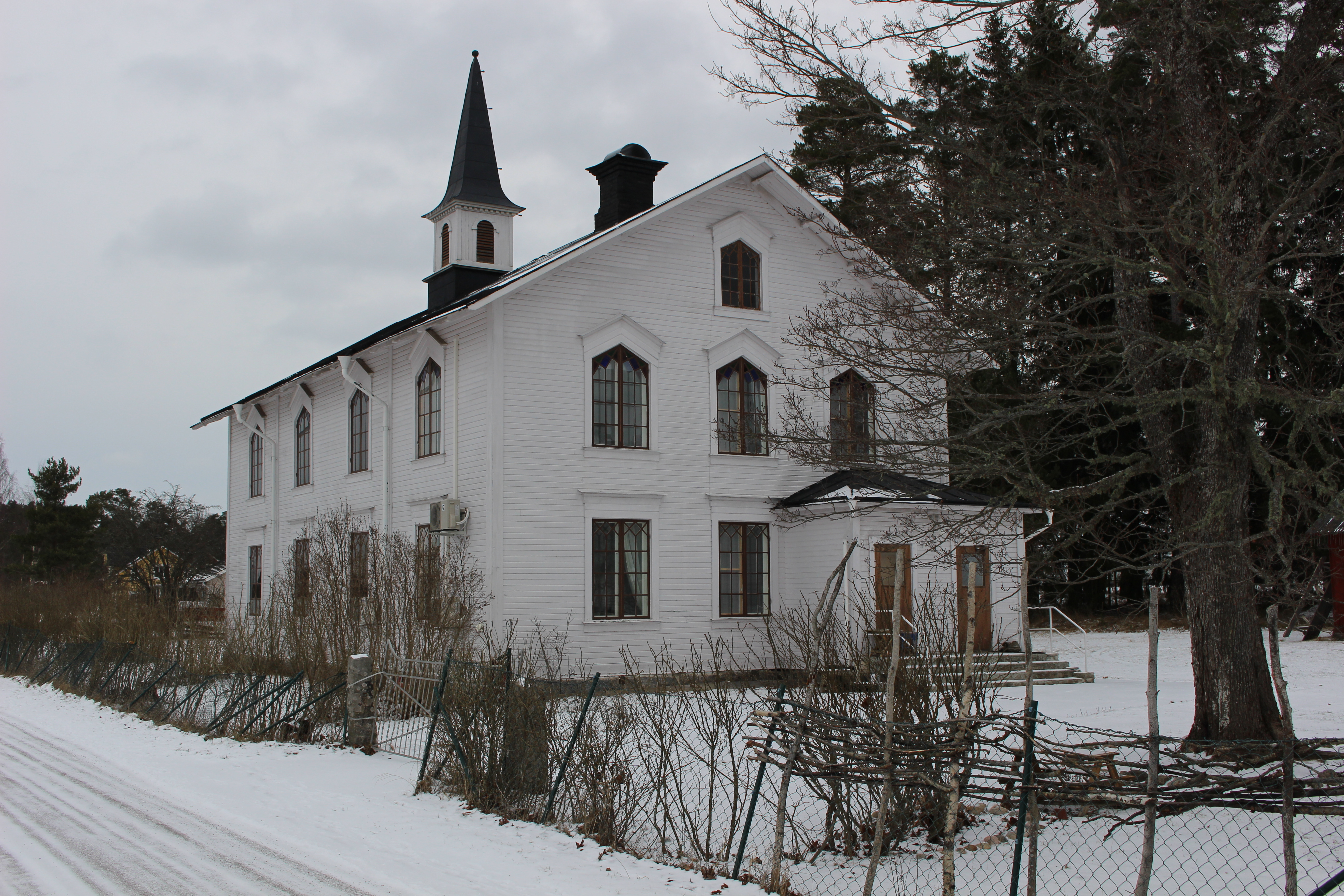
Mehedeby missionshus i mars 2021.

Mehedeby missionshus, Betlehemskapellet, är ett missionshus i Mehedeby, Tierps socken, byggt 1898 av Mehede Missionsförsamling.
Församlingen bildades 1880 som Mehede fria evangeliska församling. 1895 anslöt sig församlingen till Svenska Missionsförbundet och antog då namnet Mehede Missionsförsamling. Under de första åren hölls möten i hemmen eller i Mehede skolhus. Sommartids hölls möten i Medéns lada eller Rolins hage. Redan 1889 hade önskemål om att bygga ett eget bönhus förts fram inom församlingen. 1897 skänkte E. A. Medén en tomtplats till församlingen, Byggmästarna Lindqvist & Andersson åtog sig bygget, som byggdes efter Erik Alfred Hedins typritningar till bönehus. 1898 stod missionshuset färdigt och vigdes 18-19 december 1898 med en stor fest där bland andra Paul Petter Waldenström närvarade.
Så snart kyrkan stod klar kom Tierps socken att upprätta ett hyreskontrakt med församlingen, lilla salen hyrdes som småskolelokal och den lägenhet som fanns inrymd i kyrkan hyrdes som lärarinnebostad fram till 1922 då Mehedeby ficke ett nytt skolhus.
Den första moderniseringen skedde 1917 då elektricitet drogs in i byggnaden och de äldre gaslamporna byttes ut. 1923 målades interiören om och samtidigt sänktes räcket vid podiet med 15 centimeter. 1924 tillkom fondmålningen som utfördes av en Gävlekonstnär. Därefter skedde mycket små ombyggnader. Kyrkan övertogs 1964 av Tierps missionsförsamling som senare sålde fastigheten till en privatperson.